# De Zoom (Peel)
De Zoom is een afgegraven voormalig hoogveengebied in de Peel, in het uiterste oosten van de Nederlandse gemeente Nederweert. 
De Zoom ligt op 3 km ten oosten van Nederweert-Eind als een 85 groot ha natuureiland te midden van een groot agrarisch gebied. Het maakt deel uit van het zogenaamde Peelvennengebied, ook wel  genoemd de Midden-Limburgse Peelrestanten, gelegen ten zuiden van de Noordervaart. Belangrijke andere gebieden in dat gebied zijn Sarsven en De Banen en de Groote Moost.
De Zoom is een grote komvormige en omkade laagte, gevormd door turfgraverij. De laagte is ongeveer twee meter diep met heide, vennen, vlaktes met pijpenstrootje en struisgras, oude turfkuilen en wilgestruwelen. In de zandondergrond komt een ondiepe lemige laag voor. Aan de turfgraverij herinneren nog twee twee oude "peelbanen". Het gebied heeft te lijden van ernstige verdroging, als gevolg van de ligging in een diep ontwaterd landbouwgebied en de grondwaterwinning voor beregening van gewassen. 

## Flora en fauna
Vooral in het noorden van het gebied komen veel lichte, voedselrijke open moerasbossen voor met wilgen, rietveldjes en ruige kruiden. Daarbij speelt de deels uit leem bestaande ondergrond een rol. Het midden bestaan vooral uit droogvallende laagten gedomineerd door pijpenstrootje, pitrus en struisgras. Hoogveensoorten zijn hier bijna verdwenen. Aan de zuidzijde komen nog enkele plekken voor met hoogveenachtige soorten zoals veenpluis, een bijzondere begroeiing van kleine zeggen en plaatselijk een botanisch belangrijke veenmosrijke heidevegetatie met o.a. veel Klokjesgentiaan.
Het hele Peelvennengebied is rijk aan een groot aantal zoogdiersoorten zoals das, ree, wild zwijn, hermelijn en bunzing. Door de gunstige ligging in een rustig en weinig bebouwd agrarisch gebied dat bovendien door weinig wegen wordt doorsneden. De Zoom is daarbinnen een prima toevluchtsoord. De hele omgeving is bekend als een goed leefgebied voor de Das. Ook het wild zwijn, dat volgens het officiële "nul-optie-beleid" enkel in de Veluwe en in Nationaal Park De Meinweg mag voorkomen, weet zich hier uitstekend te handhaven en breidt zich zelfs verder uit.

## Eigendom en beheer
De Zoom is eigendom van het Staatsbosbeheer. Door de provincie Limburg werd het aangewezen als "Prioritair verdrogingsgebied", wat wil zeggen dat er door de beheerder en het waterschap binnen en buiten het gebied maatregelen worden voorbereid om de verdroogde toestand te verbeteren. Het beheer streeft met name naar behoud van de hoogveenachtige heidevegetaties en de ontwikkeling van de laagtes tot "zwak gebufferd ven".